# Схрейбер, Боб
Ро́берт Схре́йбер (нидерл. Robert Schrijber; 3 марта 1965, Алкмар) — голландский кикбоксер и боец смешанного стиля, представитель тяжёлой весовой категории. Выступал на профессиональном уровне в период 1997—2008 годов, известен по участию в турнирах таких бойцовских организаций как Fighting Network Rings, M-1 Global, It's Showtime, Pride Fighting Championships и др. Также известен как тренер по ММА и тайскому боксу.

## Биография
Боб Схрейбер родился 3 марта 1965 года в городе Алкмаре провинции Северная Голландия. Вскоре его родители развелись, в результате чего он оказался разделён со своим братом Фредом, с которым всё же поддерживал близкие отношения. Был трудным ребёнком, уже в юности начал употреблять алкоголь и наркотики. Увлекался панк-роком, вместе с братом даже создал собственную группу. Позже устроился работать на медеплавильной фабрике и одновременно с этим увлёкся восточными единоборствами, начал осваивать дзюдо и карате в местном спортивном зале. Однажды он понял, что по уровню физической подготовки значительно уступает своим сверстникам, поэтому резко завязал с наркотиками и приступил к интенсивным тренировкам.
Впервые Схрейбер выступил на бойцовских соревнованиях ещё в 1981 году, когда тренировался в клубе единоборств в городе Харлем. Впоследствии он перешёл в тайский бокс и присоединился к именитому клубу Mejiro Gym, где, в частности, тренировался вместе с семикратным чемпионом мира Робом Каманом. Здесь он завоевал титул чемпиона Нидерландов по тайскому боксу и титул чемпиона Европы по версии WKA. Был претендентом на титул чемпиона мира, но уступил в чемпионском бою решением судей.
В смешанных единоборствах на профессиональном уровне выступал с середины 1990-х годов, довольно успешно дрался на турнирах бойцовских организаций Fighting Network Rings и M-1 Global, победил в финале чемпионата мира M-1, выиграл гран-при IMA, участвовал в чемпионате мира по валетудо на Арубе. Позже выступал в крупных промоушенах It's Showtime и Pride Fighting Championships. За свою долгую бойцовскую карьеру побеждал таких известных бойцов как Юрий Бекишев, Мартин Малхасян, Мелвин Манхуф, встречался на ринге с такими титулованными спортсменами как Хит Херринг, Вандерлей Силва, Сэмми Схилт, Гари Гудридж, Игорь Вовчанчин, Роман Зенцов и др. Последний раз дрался на профессиональном уровне в октябре 2008 года в Роттердаме, когда проиграл единогласным решением судей Баррингтону Паттерсону. Всего имеет в послужном списке 38 поединков, из них 20 окончил победой, 17 поражением, в одном случае была зафиксирована ничья.
Завершив карьеру профессионального спортсмена, Схрейбер перешёл на тренерскую работу, основал свой собственный клуб единоборств в Вормере, где занялся подготовкой бойцов по ММА и тайскому боксу. Один из самых известных его учеников — тяжеловес Стефан Стрюве, в течение многих лет выступающий в главном бойцовском промоушене мира UFC.

## Статистика в профессиональном ММА
| Боёв 38          | Побед 20 | Поражений 17 |
| ---------------- | -------- | ------------ |
| Нокаутом         | 16       | 2            |
| Сдачей           | 4        | 10           |
| Решением         | 0        | 4            |
| Дисквалификацией | 0        | 1            |
| Ничьи            | 1        | 1            |

| Результат | Рекорд  | Соперник             | Способ                        | Турнир                                          | Дата             | Раунд | Время | Место                   | Примечание                                        |
| --------- | ------- | -------------------- | ----------------------------- | ----------------------------------------------- | ---------------- | ----- | ----- | ----------------------- | ------------------------------------------------- |
| Поражение | 20–17–1 | Баррингтон Паттерсон | Единогласное решение          | KOE: Tough Is Not Enough                        | 5 октября 2008   | 2     | 5:00  | Роттердам, Нидерланды   | Бой за титул чемпиона среди ветеранов (+103 кг)   |
| Поражение | 20–16–1 | Мелвин Манхуф        | Единогласное решение          | It's Showtime Boxing & MMA Event 2005 Amsterdam | 12 июня 2005     | 2     | 5:00  | Амстердам, Нидерланды   |                                                   |
| Поражение | 20–15–1 | Роман Зенцов         | Сдача (удушение сзади)        | M-1 MFC: Russia vs. the World 6                 | 10 октября 2003  | 1     | 2:12  | Москва, Россия          |                                                   |
| Поражение | 20–14–1 | Игорь Вовчанчин      | Сдача (удушение сзади)        | It's Showtime 2003 Amsterdam                    | 8 июня 2003      | 2     | 4:05  | Амстердам, Нидерланды   |                                                   |
| Победа    | 20–13–1 | Мелвин Манхуф        | KO (удары руками)             | 2H2H: Simply the Best 6                         | 16 марта 2003    | 1     | 4:01  | Роттердам, Нидерланды   |                                                   |
| Поражение | 19–13–1 | Сириль Дьябате       | Решение судей                 | 2H2H: Simply the Best 5                         | 13 октября 2002  | 2     | 3:00  | Роттердам, Нидерланды   |                                                   |
| Поражение | 19–12–1 | Сокун Кох            | Раздельное решение            | Pride The Best Vol.2                            | 20 июля 2002     | 2     | 5:00  | Токио, Япония           |                                                   |
| Поражение | 19–11–1 | Гилберт Ивел         | TKO                           | 2H2H: Simply the Best 4                         | 17 марта 2002    | N/A   |       | Роттердам, Нидерланды   |                                                   |
| Победа    | 19–10–1 | Мартин Малхасян      | TKO (удары руками)            | M-1 MFC: Russia vs. the World 2                 | 11 ноября 2001   | 1     | 8:40  | Санкт-Петербург, Россия |                                                   |
| Победа    | 18–10–1 | Мартин Малхасян      | KO                            | 2H2H: Hotter Than Hot                           | 7 октября 2001   | N/A   | 6:48  | Роттердам, Нидерланды   |                                                   |
| Ничья     | 17–10–1 | Бобби Хоффман        | Ничья                         | Rings Holland: No Guts, No Glory                | 10 июня 2001     | 2     | 5:00  | Амстердам, Нидерланды   |                                                   |
| Поражение | 17–10   | Гари Гудридж         | Сдача (рычаг колена)          | 2H2H 2: Simply The Best                         | 18 марта 2001    | 1     | 2:32  | Роттердам, Нидерланды   |                                                   |
| Победа    | 17–9    | Иан Фриман           | TKO (остановлен врачом)       | It's Showtime: Christmas Edition                | 12 декабря 2000  | 1     | 1:28  | Харлем, Нидерланды      |                                                   |
| Поражение | 16–9    | Сэмми Схилт          | Техническая сдача (гильотина) | It's Showtime: Exclusive                        | 22 октября 2000  | 2     | 1:00  | Харлем, Нидерланды      |                                                   |
| Победа    | 16–8    | Петер Варга          | KO                            | Battle of Arnhem 2                              | 3 сентября 2000  | N/A   |       | Арнем, Нидерланды       |                                                   |
| Победа    | 15–8    | Хюго Дуарте          | TKO (удары руками)            | 2 Hot 2 Handle                                  | 5 марта 2000     | 1     | 3:34  | Роттердам, Нидерланды   |                                                   |
| Поражение | 14–8    | Вандерлей Силва      | Сдача (удушение сзади)        | Pride Grand Prix 2000 Opening Round             | 30 января 2000   | 1     | 2:42  | Токио, Япония           | Резервный бой гран-при абсолютного веса.          |
| Победа    | 14–7    | Моти Хоренстейн      | Сдача (удары руками)          | Amsterdam Absolute Championship 2               | 27 ноября 1999   | 1     | 3:04  | Амстердам, Нидерланды   |                                                   |
| Победа    | 13–7    | Йеррел Венетиан      | KO (удары руками)             | It's Showtime                                   | 24 октября 1999  | 1     | 3:42  | Харлем, Нидерланды      |                                                   |
| Поражение | 12–7    | Хит Херринг          | TKO (удары руками)            | World Vale Tudo Championship 9                  | 27 сентября 1999 | 1     | 2:19  | Ораньестад, Аруба       | Финал турнира WVC 9.                              |
| Поражение | 12–6    | Алешандре Феррейра   | Сдача (удушение сзади)        | World Vale Tudo Championship 9                  | 27 сентября 1999 | 1     | 2:11  | Ораньестад, Аруба       | Полуфинал турнира WVC 9.                          |
| Победа    | 12–5    | Джош Сурса           | Сдача (удары локтями)         | World Vale Tudo Championship 9                  | 27 сентября 1999 | 1     | 0:57  | Ораньестад, Аруба       | Четвертьфинал турнира WVC 9.                      |
| Поражение | 11–5    | Дайдзиро Мацуи       | DQ                            | Pride 7                                         | 12 сентября 1999 | 1     | 10:00 | Иокогама, Япония        | Схрейбера дисквалифицировали за удар после гонга. |
| Победа    | 11–4    | Тон Стеллинг         | TKO                           | Battle of Arnhem 1                              | 5 сентября 1999  | N/A   |       | Арнем, Нидерланды       |                                                   |
| Победа    | 10–4    | Биг Мо Т             | KO                            | FFH: Free Fight Gala                            | 1 сентября 1999  | N/A   |       | Бевервейк, Нидерланды   |                                                   |
| Победа    | 9–4     | Моти Хоренстейн      | KO                            | Amsterdam Absolute Championship 1               | 25 октября 1998  | N/A   |       | Амстердам, Нидерланды   |                                                   |
| Поражение | 8–4     | Михаил Аветисян      | Сдача (удушение сзади)        | IAFC: Pankration European Championship 1998     | 23 мая 1998      | 1     | 12:04 | Москва, Россия          |                                                   |
| Победа    | 8–3     | Юрий Бекишев         | TKO                           | Rings Russia: Russia vs. Holland                | 25 апреля 1998   | 1     | 3:01  | Екатеринбург, Россия    |                                                   |
| Победа    | 7–3     | Гилберт Ивел         | KO (руками и ногой)           | IMA: KO Power Tournament                        | 12 апреля 1998   | 1     | 4:15  | Амстердам, Нидерланды   | Финал гран-при.                                   |
| Победа    | 6–3     | Глен Браун           | TKO (колени и ноги)           | IMA: KO Power Tournament                        | 12 апреля 1998   | 1     | 3:26  | Амстердам, Нидерланды   | Полуфинал гран-при.                               |
| Поражение | 5–3     | Гилберт Ивел         | Сдача (замок ахилла)          | Rings Holland: The King of Rings                | 8 февраля 1998   | 2     | 1:12  | Амстердам, Нидерланды   |                                                   |
| Победа    | 5–2     | Руслан Керселян      | KO (удар ногой)               | M-1 MFC: World Championship 1997                | 1 ноября 1997    | 1     | 2:53  | Санкт-Петербург, Россия | Финал чемпионата мира.                            |
| Победа    | 4–2     | Эмиль Строка         | Сдача (удары)                 | M-1 MFC: World Championship 1997                | 1 ноября 1997    | 1     | 0:54  | Санкт-Петербург, Россия | Полуфинал чемпионата мира.                        |
| Победа    | 3–2     | Тон Стеллинг         | TKO (удары руками)            | Rings Holland: The Final Challenge              | 2 февраля 1997   | 1     | 6:01  | Амстердам, Нидерланды   |                                                   |
| Победа    | 2–2     | Эмиль Кристев        | Сдача (гильотина)             | Rings Holland: Kings of Martial Arts            | 18 февраля 1996  | 1     | 4:09  | Амстердам, Нидерланды   |                                                   |
| Победа    | 1–2     | Арузини Лусинофф     | KO                            | Rings: Budokan Hall 1995                        | 25 января 1995   | N/A   |       | Токио, Япония           |                                                   |
| Поражение | 0–2     | Эд де Круиф          | Сдача (удушение предплечьем)  | Cage Fight Tournament 1                         | 1 января 1995    | 1     | 4:20  | Антверпен, Бельгия      |                                                   |
| Поражение | 0–1     | Руди де Лус          | Сдача (удушение сзади)        | Cage Fight Tournament 1                         | 1 января 1995    | 1     | 2:26  | Антверпен, Бельгия      |                                                   |